# Сухой закон в Исландии
Сухой закон в Исландии — национальный запрет на продажу алкоголя, действовавший в Исландии с 1915 по 1989 годы. Изначально запрещавший все виды алкоголя, с 1935 г. закон распространился лишь на крепкое пиво.

## История
На референдуме 1908 года исландцы проголосовали за полный запрет алкогольных напитков с 1 января 1915 г. C 1921 года запрет был частично ослаблен после того, как Испания отказалась от импорта исландской рыбы, хотя Исландия к тому моменту закупила немало испанского вина. Следующее изменение сухого закона пришлось на 1935 г. после очередного референдума 1933 г., на котором большинство (58 %) голосовавших высказалось за разрешение крепких спиртных напитков. Тем не менее, в список разрешённого алкоголя не было внесено пиво крепостью выше 2,25 % — с целью угодить трезвенническому лобби, считавшему, что пиво, будучи дешевле крепких напитков, способствует большему развращению населения.
Со временем всё больше путешествуя по миру, исландцы неизбежно соприкасались с пивом и традициями пития. Законопроекты о легализации регулярно поступали в парламент, но отклонялись по юридическим причинам. Впрочем, в 1985 г. запрет потерял значительную часть поддержки после того, как министр по правам человека и юстиции, убеждённый трезвенник Йон Хельгасон, запретил пабам разбавлять пиво разрешённым алкоголем для повышения крепости. Вскоре парламент тринадцатью голосами против восьми проголосовал за разрешение продажи пива, тем самым отменив сухой закон с 1 марта 1989 г.

## День пива
После отмены запрета некоторые исландцы отмечают 1 марта как День пива. Многие устраивают походы по кабакам, открытым в этот день до раннего утра. Легализация пива остаётся важным культурным явлением для Исландии, поскольку с тех пор пиво стало самым популярным алкогольным напитком в стране.